# Europäischer Bund für Bildung und Wissenschaft
Der Europäische Bund für Bildung und Wissenschaft (EBB-AEDE) wurde 1956 unter dem Namen Europäischer Erzieherbund (EEB) als die deutsche Sektion der Association Européenne des Enseignants (AEDE) gegründet. Seine Umbenennung geschah im Jahre 1994. 2019 wurde er aufgelöst.

## Ziele
Der EBB-AEDE war ein Verband von Lehrern und Erziehern aller Bildungsbereiche von der Vorschule bis zur Hochschule. Sein Ziel war „die Förderung des europäischen Gedankens und der europäischen Dimension in allen Bereichen des Erziehungswesens“ (§2 seiner Satzung). Der EBB war Mitglied in der Europäischen Bewegung (Mouvement européen) und forderte ein föderalistisches Europa.
Der EBB-AEDE veranstaltete jährlich nationale und europäische Seminare und unterhielt auch regionale Arbeitsgruppen. Besondere Schwerpunkte waren dabei die Förderung von und die Hilfe bei der Umsetzung von europäischen Bildungsprojekten im Sinne von Nachhaltigkeit, die Förderung der Mehrsprachigkeit und die Förderung der Zusammenarbeit zwischen Pädagogen der europäischen Erziehungssysteme. Damit sollten diese und in der Folge junge Europäer auf die Chancen und Herausforderungen der europäischen Einigung besser vorbereitet werden.
Wolfgang W. Mickel (1929–2005), ein Didaktiker der politischen Bildung und langjähriger Vorsitzender, bewertete die Notwendigkeit des Verbandes noch nach 2000:

„Das übergeordnete Thema ist nach wie vor die „Erziehung zu Europa“. Es deutet die Richtung aller pädagogischen Bemühungen an und hat nichts an Aktualität verloren. Es stellt sich in der Nachkriegszeit mit einiger Selbstverständlichkeit in der nach westeuropäischem Anschluss drängenden (alten) Bundesrepublik Deutschland und wurde zum ersten Mal zum internationalen pädagogischen Programm erhoben anlässlich der Errichtung und curricularen Festlegung der ersten Europaschule der Montanunion 1954 in Luxemburg. Inzwischen ist es zur programmatischen Zielsetzung des Erziehungs- und Schulwesens auch in den osteuropäischen Ländern sowie im vereinten Deutschland geworden. Drei Lehrergenerationen - die Generation nach 1918, nach 1945 und nach 1989 - mussten umlernen, weil die politischen und gesellschaftlichen Rahmenbedingungen sich völlig verändert hatten“

## Geschichte
Der europäische Dachverband, die AEDE, wurde im Rahmen eines Treffens von Vertretern der Bildungsbereiche innerhalb der Europäischen Föderalistischen Bewegung aus den damaligen sechs Ländern der Montan-Union (und mit ihrer finanziellen Unterstützung) sowie der Schweiz am 18. Juli 1956 im März 1956 im Lycée St. Louis in Paris gegründet. Gleichzeitig entstand damit auch die deutsche Sektion, der „Europäische Erzieherbund“ (EEB), dessen Namen aus begrifflichen Gründen geändert wurde. Die österreichische Sektion, die 1959 gegründet worden ist, hat diesen Namen zunächst beibehalten und sich dann in 'europtimus-AEDE Österreich' umbenannt. Wolfgang Mickel hat die Motivation für die Entstehung dieses einzigen alle Bildungsbereiche umfassenden europäischen Verbandes mit unabhängigen Sektionen in inzwischen vielen europäischen Ländern und „der sich nicht als internationale Standesvertretung oder Fachverband, sondern ist primär fokussiert auf ein föderalistisches Europa“ versteht, aus der ersten Krise des institutionellen Europas heraus folgendermaßen beschrieben:

„[Gefährdet] und forciert durch den Korea-Krieg (1950–1953), wurde besonders das Scheitern der geplanten Europäischen Verteidigungsgemeinschaft am Votum der französischen Nationalversammlung 1954 als eine Verzögerung der politischen Einigung empfunden, und es entstand Entmutigung darüber, dass Europa scheitern könne. Andererseits waren eine intensive geistige Vorbereitung in Form der Einigungspläne der Widerstandsbewegungen in vielen westlichen Ländern, einschließlich Deutschlands, und das politische Engagement der Europäischen Bewegung sowie die Absichten von Spitzenpolitikern wie Konrad Adenauer, Alcide de Gasperi, Robert Schuman, Paul Henri Spaak u.a. in der praktischen Politik nicht zu ignorieren.“

### Personen
Vorsitzende des EEB und des EBB-AEDE waren von 1956 bis 1960 Heinrich Krieger, Hans Espe (1960–1964), Gerhard Röhl (1964–1970), Wolfgang W. Mickel (1971–1994), Lothar A. Ungerer (1994–1999), Jürgen Kummetat (1999–2006), Peter A. Weber (2006–2009), Klaus-Jürgen Heinermann (2009–2012), Alfons Scholten (2012–2018). Der Verband hat seine Aktivitäten zum Jahresende 2018 eingestellt und wurde am 14. Mai 2019 offiziell aus dem Vereinsregister des Amtsgerichts Darmstadt gelöscht.